# Ernest Friderich
Ernest Friedrich (también conocido como Ernst Friedrich; 23 de octubre de 1886 - 22 de enero de 1954) fue un piloto automovilístico francés de origen alsaciano, que obtuvo dos podios en el Gran Premio de Francia con doce años de diferencia.

## Semblanza

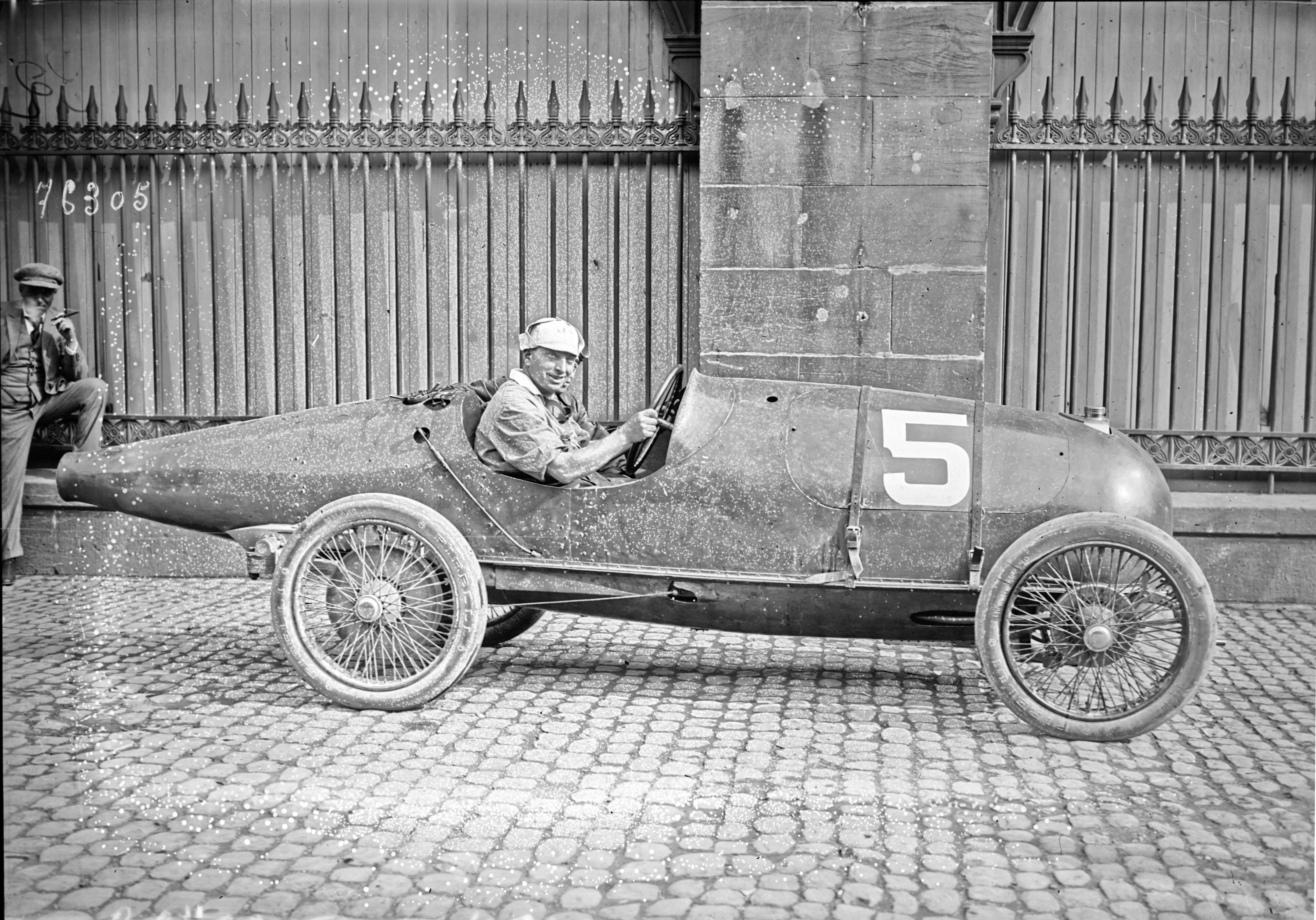
Friderich en el GP de Francia (1922)

La relación de Friedrich con Bugatti se inició en 1909, cuando el propio Ettore Bugatti se fijó en él y lo contrató como agente comercial y mecánico. Se convirtió en el primer piloto ganador de la marca en 1920. Mientras tanto, en 1914 terminó decimoquinto en las 500 Millas de Indianápolis con un bólido de la marca.
Piloto oficial de la firma de Molsheim hasta 1924, Ettore Bugatti lo reemplazó gradualmente por Meo Costantini a partir de 1923. Friderich se convirtió en ojeador del equipo, y descubrió entre otros en 1930 al piloto Frédéric Toselli en Niza, a quien contrató para Bugatti.
Su hija Renée, conocida como La fille Friderich (Lunéville, 16 de noviembre de 1911 - Pougues-les-Eaux, 24 de febrero de 1932), también participó en carreras automovilísticas, pero murió a los 20 años al volante de un Delage D8-S roadster durante el Rallye Paris - Saint-Raphaël Féminin, evento que ganó en la temporada anterior con un Bugatti Type 43 Grand Sport. Friderich también tuvo un hijo, Paul, que disputó algunas carreras en 1946 y 1947.
Ernest Friderich participó en las 24 Horas de Le Mans de 1932 con Stanisław Czaykowski, en un Bugatti Type 55 (décimo, tras retirarse). Por entonces era distribuidor de Bugatti en la Riviera.

## Palmarés
- Coupe des Voiturettes de 1920 en Le Mans, en un Bugatti Type 13[4]
- Gran Premio delle Vetturette en 1921 en Brescia, con un Bugatti Type 22 (con un pleno histórico de la marca, con Pierre de Vizcaya, Baccoli y Marco, cuatro días después del primer Gran Premio de Italia en el mismo circuito)[5]
- Segundo Circuito internacional des Gattières en 1925, con un Bugatti 2 litros[6]
  - Segundo en el Gran Premio de Francia de 1911, con un Bugatti Type 13
  - Tercero en el Gran Premio de Francia de 1923, con un Bugatti Type 32 "Tank"
  - Octavo en el Gran Premio de Francia de 1924, con un Bugatti Type 35
  - Decimoquinto en las 500 Millas de Indianápolis de 1914, en un Bugatti

## Galería

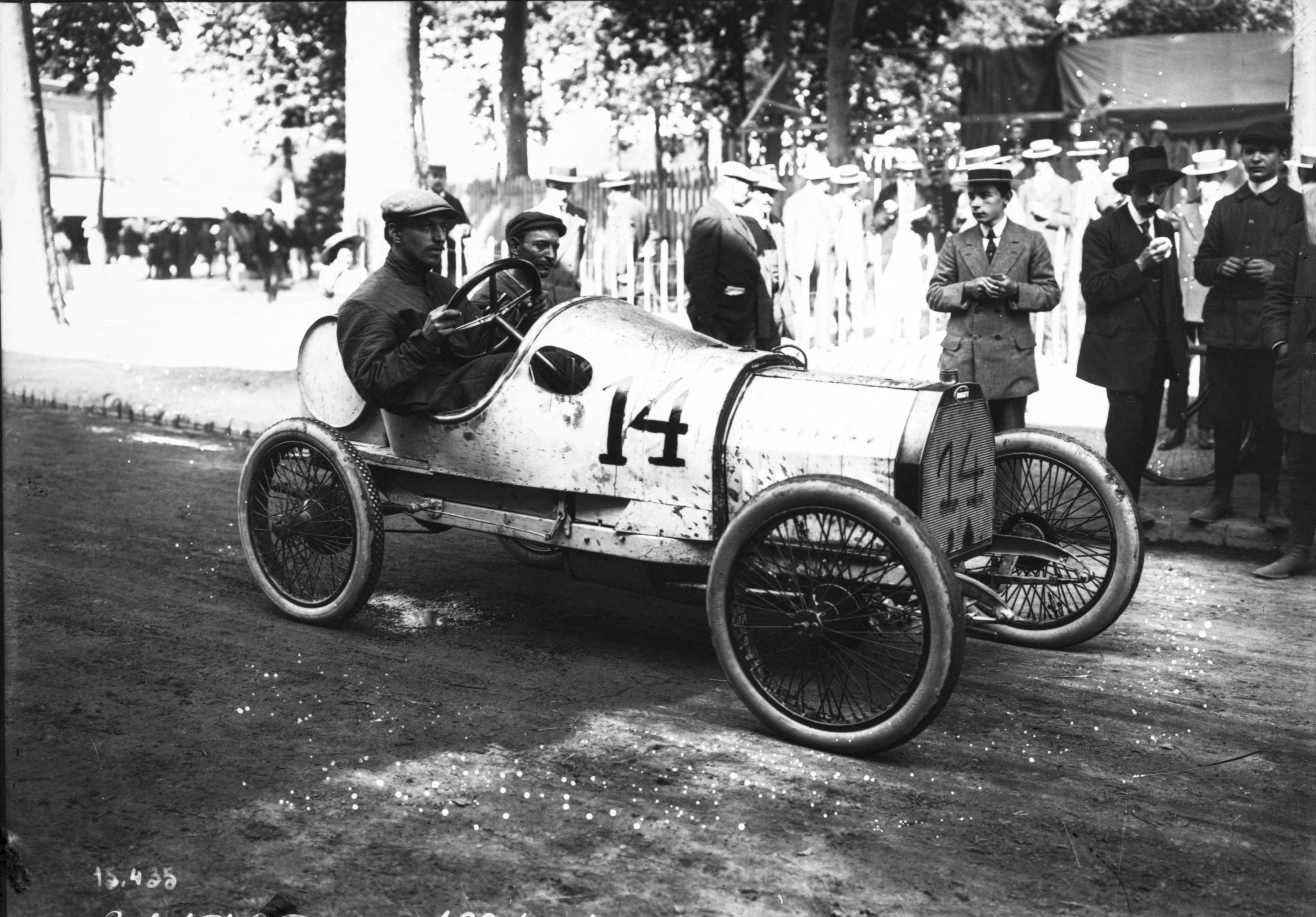
En el gran Premio de Francia de 1911
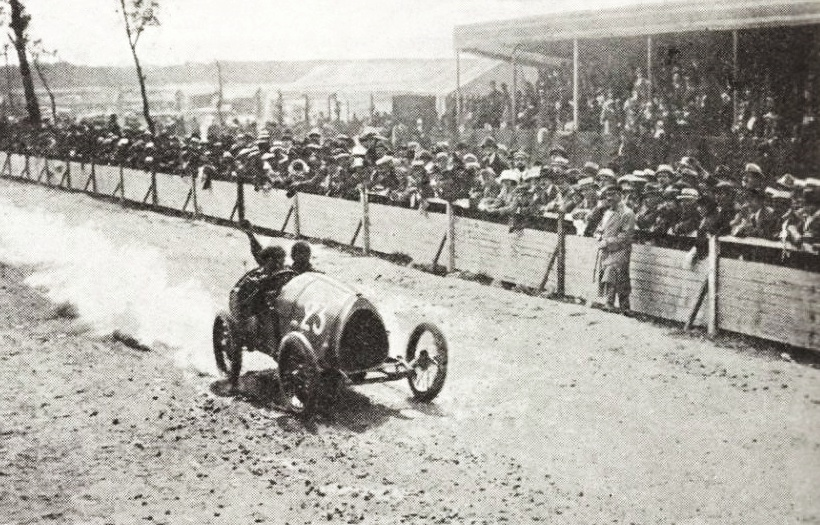
Le Mans 1920, con un Bugatti Type 13
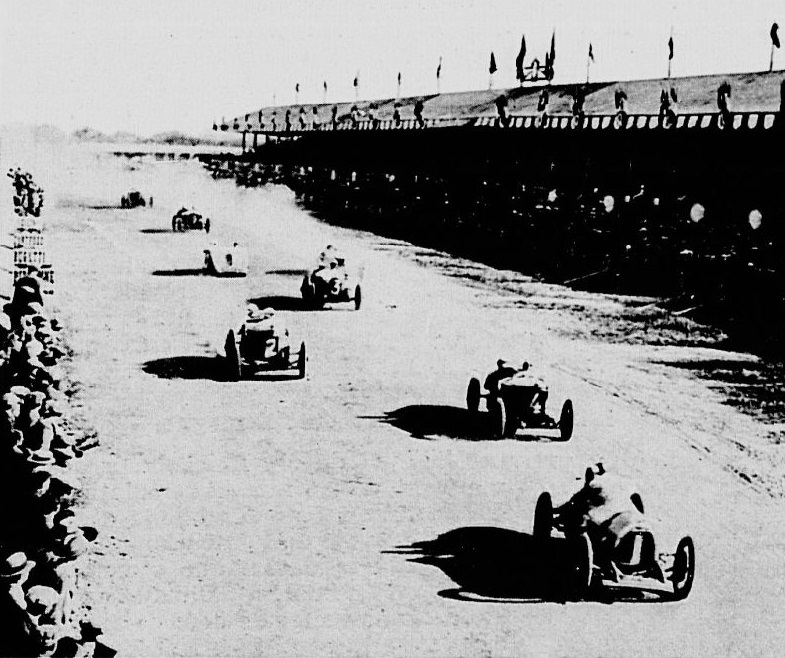
Salida GP de Francia de 1923, con su Type 32 'Tank' (5ª fila)
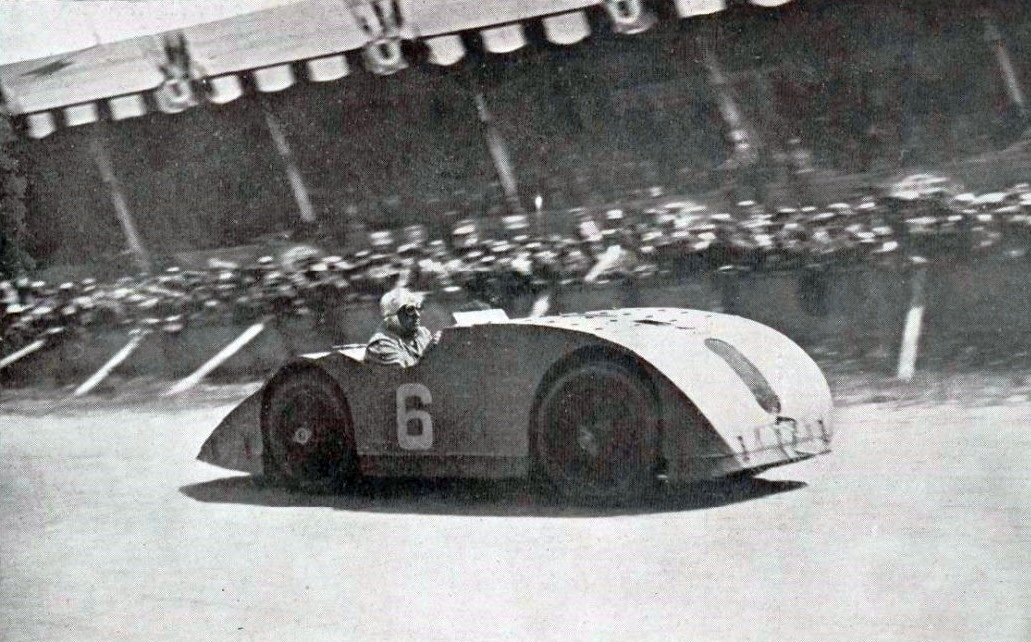
Ernest Friederich...
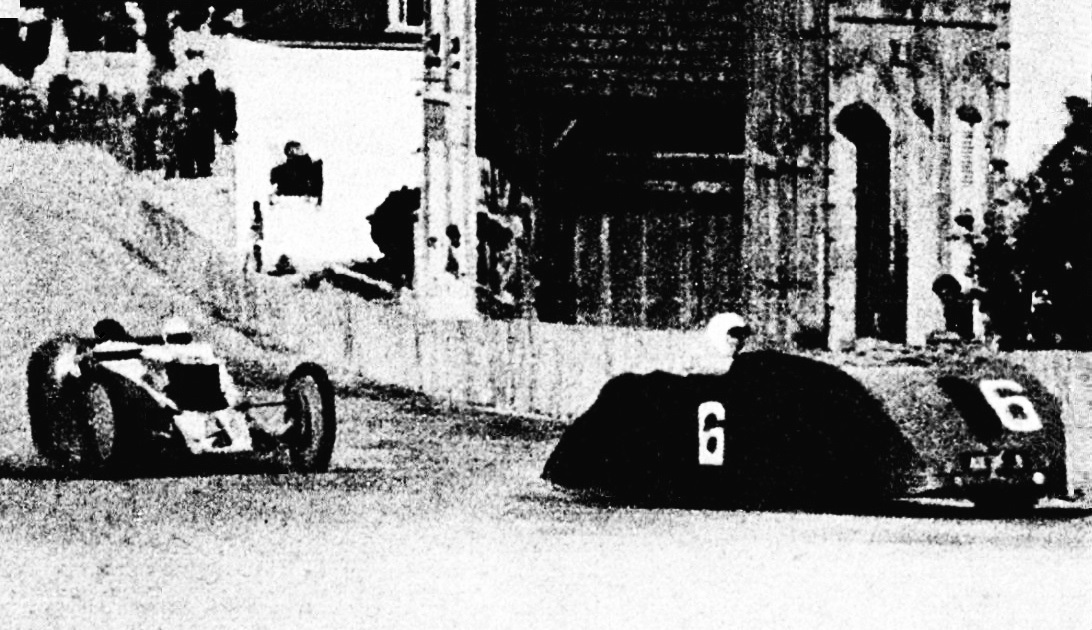
...tercero con un Bugatti Tank Type 32...
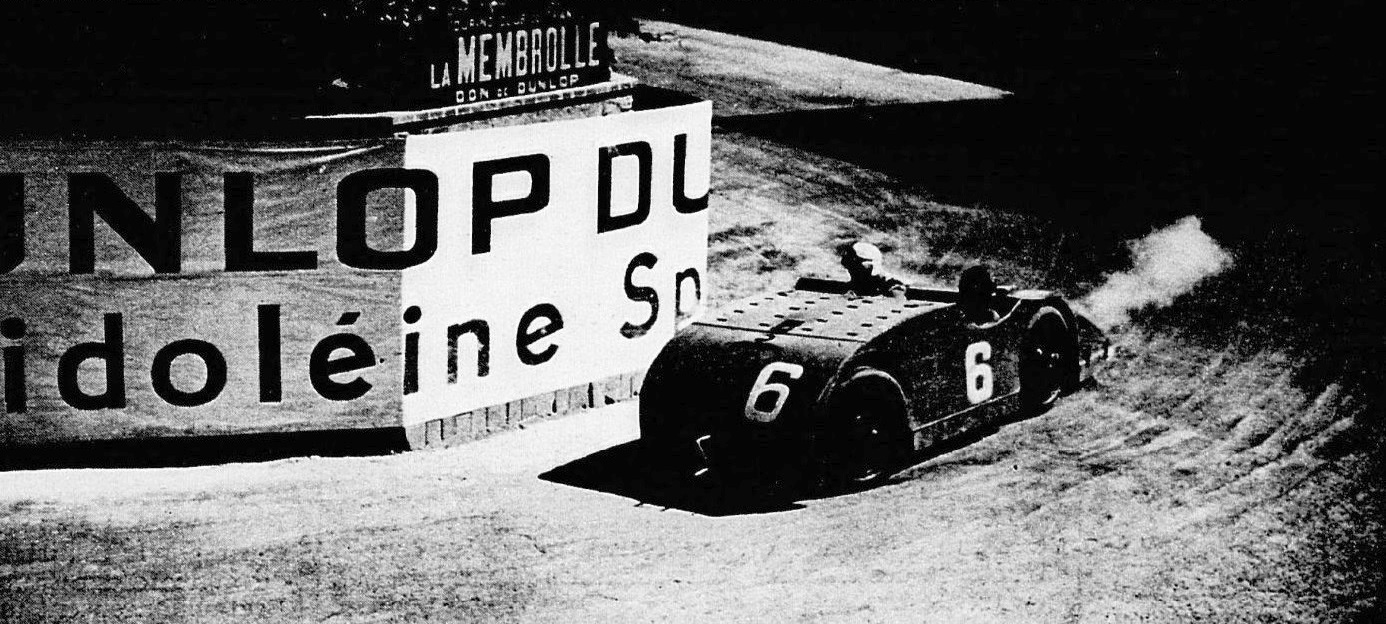
...en el GP de Francia de 1923 en Tours.
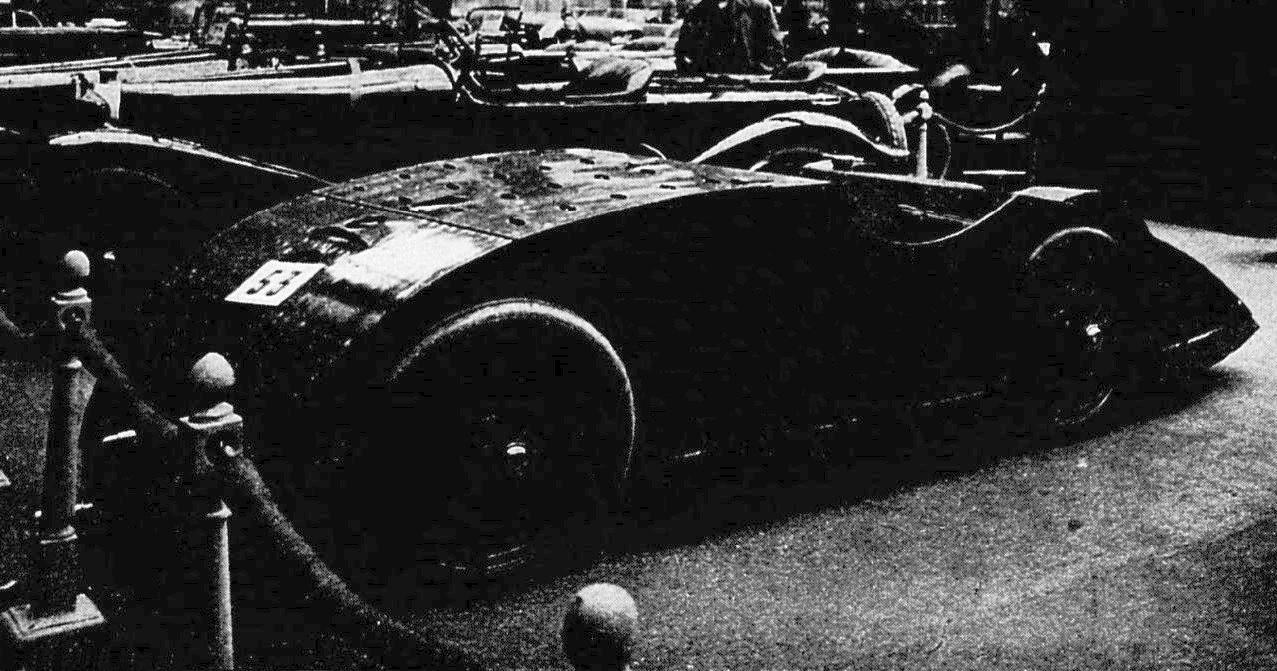
Un Bugatti T32 'Tank' en el Salón de Paris en diciembre de 1923

## Resultados en las 500 Millas de Indianápolis
| Año     | Coche   | Salida  | Calific | Posición | Meta    | Vueltas | Líder | Retirado        |
| ------- | ------- | ------- | ------- | -------- | ------- | ------- | ----- | --------------- |
| 1914    | 34      | 18      | 87.730  | 22       | 15      | 134     | 0     | Piñón dirección |
| Totales | Totales | Totales | Totales | Totales  | Totales | 134     | 0     |                 |

| Salidas      | 1 |
| Poles        | 0 |
| Primera fila | 0 |
| Victorias    | 0 |
| 5 primeros   | 0 |
| 10 primeros  | 0 |
| Retirado     | 1 |